# Agroeca parva
Espèce
Agroeca parva est une espèce d'araignées aranéomorphes de la famille des Liocranidae.

## Distribution
Cette espèce se rencontre en Grèce, à Chypre, en Israël, en Turquie et en Iran.

## Description
Les mâles mesurent de 3,6 à 3,8 mm et les femelles de 4,1 à 4,5 mm.

## Systématique et taxinomie
Cette espèce a été décrite par Bosmans en 2011.

## Publication originale
- Bosmans, 2011 : « On some new or rare spider species from Lesbos, Greece (Araneae: Agelenidae, Amaurobiidae, Corinnidae, Gnaphosidae, Liocranidae). » Arachnologische Mitteilungen, vol. 40, p. 15-22.